# Gerardus Vrolik
Gerardus Vrolik (Leiden, 1775-Ámsterdam, 1859) fue un médico, botánico y profesor neerlandés.

## Biografía
Nació el 25 de abril de 1775 en Leiden. Profesor de medicina y botánica del Athenaeum Illustre, falleció el 10 de noviembre de 1859 en Ámsterdam, a la edad de ochenta y cuatro años. Fue padre de Willem Vrolik. Ambos contribuyeron a formar el Museum Vrolik.